# Castelliri
Castelliri é uma comuna italiana da região do Lácio, província de Frosinone, com cerca de 3.536 habitantes. Estende-se por uma área de 15 km², tendo uma densidade populacional de 236 hab/km². Faz fronteira com Arpino, Isola del Liri, Monte San Giovanni Campano, Sora.

## Demografia
| Variação demográfica do município entre 1861 e 2011                               |
|                                                                                   |
| Fonte: Istituto Nazionale di Statistica (ISTAT) - Elaboração gráfica da Wikipedia |